# Spodnje Vetrno
Spodnje Vetrno este o localitate din comuna Tržič, Slovenia, cu o populație de 43 de locuitori.